# Onze-Lieve-Vrouw-van-Smartenkapel (Rijkel)

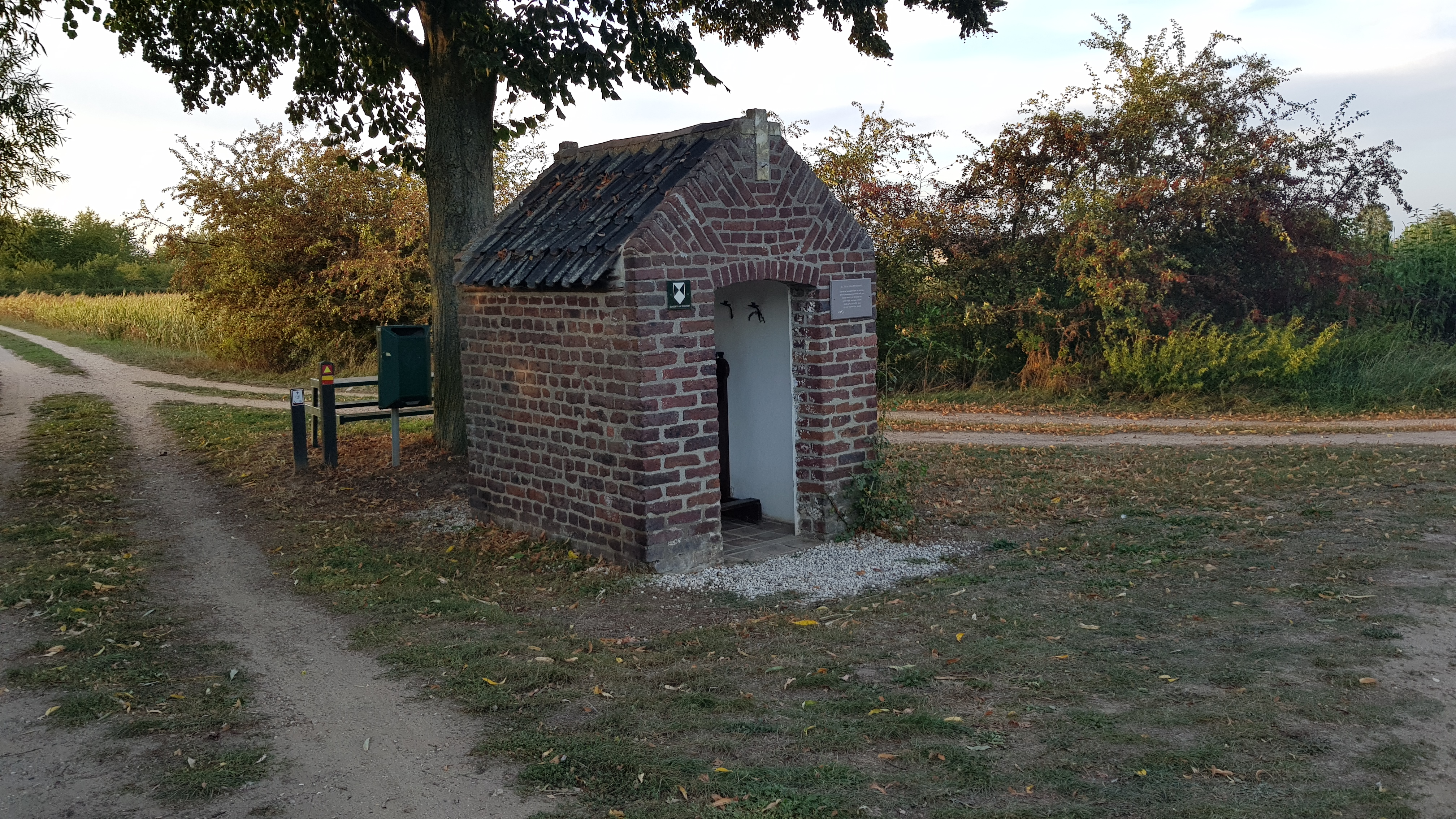
Onze-Lieve-Vrouw-van-Smartenkapel

De Onze-Lieve-Vrouw-van-Smartenkapel is een kapel in Rijkel in de Nederlands Midden-Limburgse gemeente Beesel. De kapel staat ten zuidwesten van de buurtschap aan een splitsing van de Donderbergweg.
Op ongeveer 400 meter naar het noordwesten staat de Onze-Lieve-Vrouw-van-Lourdeskapel.
De kapel is gewijd aan Onze-Lieve-Vrouw van Smarten.

## Geschiedenis
In de tweede helft van de 18e eeuw werd de kapel gebouwd en is daarmee de oudste nog bestaande kapel van het dorp Beesel.
Op 21 januari 1970 werd de kapel ingeschreven in het rijksmonumentenregister.

## Bouwwerk
De bakstenen kapel is opgetrokken op een rechthoekig plattegrond en wordt gedekt door een zadeldak. Dit zadeldak ligt tussen de twee topgevels in: de frontgevel en de achtergevel. De topgevels zijn voorzien van vlechtingen. De ingang heeft de vorm van een segmentboog en in de frontgevel is een stenen kruis gemetseld.
Van binnen is de kapel wit geschilderd. In de achterwand bevindt zich achter een ijzeren hek een nis met daarin een beeld van Onze Lieve Vrouw: een stenen piëta in 17e-eeuwse stijl. Dit beeld is een kopie van het originele 17e-eeuwse beeld.